# SKS 116
SKS 116 bezeichnet einen Schiffstyp von Doppelendfähren. Von dem Schiffstyp wurden zwei Einheiten auf der Werft Gdańska Stocznia „Remontowa“ für die Reederei Fjord1 gebaut.

## Geschichte
Die Fähren wurden unter den Baunummer 609/1 bzw. 609/2 auf der polnischen Werft Gdańska Stocznia „Remontowa“ in Danzig für die norwegische Reederei Fjord1 gebaut. Die Rümpfe wurden von der Werft Stocznia Północna zugeliefert. Der Entwurf stammte vom Schiffsarchitekturbüro Naval Engineering & Design. Die beiden Fähren wurden hier als Projektnummern 1894/1 bzw. 1894/2 geführt.
Die beiden Fähren kamen auf der Strecke über den Storfjord im Verlauf der Europastraße 39 zwischen Festøya und Solavågen in Fahrt und führten hier zu einer deutlichen Verbesserung des Angebots.

## Beschreibung
Die Schiffe werden von zwei Mitsubishi-Dieselmotoren des Typs S16R-MPTK mit jeweils 1200 kW Leistung angetrieben. Die Motoren wirken auf zwei Schottel-Propellergondeln mit Twin-Propellern, die sich an den beiden Enden der Fähren befinden. Die Fähren erreichen eine Geschwindigkeit von bis zu 14 Knoten. Für die Stromerzeugung stehen zwei von Scania-Dieselmotoren des Typs DI12 62M mit jeweils 1500 kW Leistung angetriebene Generatoren zur Verfügung.
Die Storfjord wurde 2019 auf der Werft Baatbygg in Raudeberg umgebaut und mit einem elektrischen Antrieb ausgestattet.
Die Fähren verfügen über ein durchlaufendes, rund 108 Meter langes Fahrzeugdeck mit vier Fahrspuren. Auf einer Seite der Fähren befindet sich ein weiteres, über Rampen zugängliches Fahrzeugdeck mit zwei Fahrspuren. An den Enden der Fähren befinden sich jeweils klappbare Rampen.
Die Fahrzeugdecks sind im mittleren Bereich von den Decksaufbauten überbaut. Die Brücke ist mittig auf die Decksaufbauten aufgesetzt. An Bord gibt es für die Passagiere einen Aufenthaltsraum mit 165 Sitzplätzen sowie Automaten für Getränke und Snacks.
Die Durchfahrtshöhe unter den Decksaufbauten beträgt auf dem durchlaufenden Fahrzeugdeck 5 Meter, die maximale Achslast 15 t. Auf dem seitlichen Fahrzeugdeck beträgt die Durchfahrtshöhe 2,5 Meter, die maximale Achslast beträgt hier 1,5 t. Auf den Fahrzeugdecks ist Platz für 120 Pkw, von denen 32 auf dem seitlichen Fahrzeugdeck befördert werden können.

## Schiffe
| SKS 116      | SKS 116   | SKS 116    | SKS 116                                        | SKS 116             |
| Bauname      | Baunummer | IMO-Nummer | Kiellegung Stapellauf Ablieferung              | Strecke             |
| ------------ | --------- | ---------- | ---------------------------------------------- | ------------------- |
| Storfjord    | 609/1     | 9528469    | 15. September 2009 4. Mai 2010 19. Januar 2011 | Sløvåg–Leirvåg      |
| Hjørundfjord | 609/2     | 9528471    | 19. März 2011                                  | Sykkylven–Magerholm |

Die Schiffe fahren unter der Flagge Norwegens. Heimathafen ist Molde.